# CCTV风云剧场频道
中国中央电视台风云剧场频道于2004年8月9日正式开播，全天播放言情剧、家庭伦理剧、偶像剧、轻喜剧等，每天播出20小时，其中首播8小时。本频道定位于女性观众群，大部分播出时段以播放中国大陆电视剧为主，每天中午12点、晚上22点 播出以外语电视剧为主的“风云剧场”。 
北京时间2020年1月1日4:00，本频道与央视其余12套付费频道的高清版本正式上星播出；标清版本至同年6月29日4:00停播。